# Jacques Groothaert
El barón Jacques Groothaert (Heist, 25 de noviembre de 1922 - Uccle, 23 de mayo de 2009) fue un diplomático y empresario belga. Fue el presidente honorario de la empresa SA Belge de Constructions Aeronautiques (SABCA), embajador de Bélgica en México y China, y presidente del Generale de Banque. Fue un miembro del grupo Coudenberg, un think tank federalista belga. En 1984 fundó, junto con Lucien Le Lièvre, la American European Community Association (AECA) en Bélgica.